# 要町 (豊島区)
要町（かなめちょう）は、東京都豊島区の町名。現行行政地名は要町一丁目から要町三丁目。住居表示実施済区域。

## 地理
要町は池袋駅から要町通りを伝って西北におよそ1キロ先の西池袋に接する場所から始まり、同区西池袋、池袋、高松、千川、千早と板橋区向原に接する。更に要町一丁目の要町通りと山手通りの交差点（要町駅）辺りから要町三丁目の要町通りと千川通りの交差点（千川駅）辺りの間にちょうど位置している。その要町の真ん中を通っている要町通りの真下を東京メトロ有楽町線と副都心線が通っている。また、山手通りの上には首都高速中央環状新宿線が通っているため、要町一丁目は要町通りと山手通り、首都高速中央環状新宿線が交差する交通の要衝としても重要な位置を占めている。また、要町通りの両サイド側には、メルセデス・ベンツ、BMW、アウディの直営店があり、別名外車通りとも言われている。立教学院（立教大学、立教小学校、立教池袋中学校・高等学校）は、住所は西池袋にあるものの実際は池袋駅よりも要町駅の方が近いため通学路としても使われている。

## 歴史
かつての長崎村の一部で、長崎村は1871年（明治4年）11月に浦和県（現埼玉県）から東京府に編入された。その後1926年に町制し東京府北豊島郡長崎町となった。1932年に東京市に編入し、高田町、巣鴨町、西巣鴨町、長崎町が合併して豊島区を発布。そして1939年に町名変更により要町に変わった。

### 地名の由来
旧長崎町のほぼ中央にあり、扇の「要」のような位置を占めていたことによる名称である。

## 世帯数と人口
2023年（令和5年）1月1日現在（東京都発表）の世帯数と人口は以下の通りである。
| 丁目       | 世帯数    | 人口    |
| ---------- | --------- | ------- |
| 要町一丁目 | 2,677世帯 | 4,122人 |
| 要町二丁目 | 1,271世帯 | 2,056人 |
| 要町三丁目 | 2,143世帯 | 3,313人 |
| 計         | 6,091世帯 | 9,491人 |

### 人口の変遷
国勢調査による人口の推移。
| 年                 | 人口   |
| ------------------ | ------ |
| 1995年（平成7年）  | 9,556  |
| 2000年（平成12年） | 9,836  |
| 2005年（平成17年） | 9,359  |
| 2010年（平成22年） | 9,902  |
| 2015年（平成27年） | 9,471  |
| 2020年（令和2年）  | 10,186 |

### 世帯数の変遷
国勢調査による世帯数の推移。
| 年                 | 世帯数 |
| ------------------ | ------ |
| 1995年（平成7年）  | 4,829  |
| 2000年（平成12年） | 5,412  |
| 2005年（平成17年） | 5,449  |
| 2010年（平成22年） | 5,790  |
| 2015年（平成27年） | 5,765  |
| 2020年（令和2年）  | 6,246  |

## 学区
区立小・中学校に通う場合、学区は以下の通りとなる（2017年12月現在）。なお、豊島区の小・中学校では学校選択制度を導入しており、以下の指定校に隣接している通学区域の学校も選択することが可能。
| 丁目       | 番地                    | 小学校               | 中学校             |
| ---------- | ----------------------- | -------------------- | ------------------ |
| 要町一丁目 | 40〜43番                | 豊島区立高松小学校   | 豊島区立千川中学校 |
| 要町一丁目 | 1〜39番 44〜49番        | 豊島区立要小学校     | 豊島区立千川中学校 |
| 要町二丁目 | 全域                    | 豊島区立要小学校     | 豊島区立千川中学校 |
| 要町三丁目 | 1〜4番 8〜10番 31〜37番 | 豊島区立要小学校     | 豊島区立千川中学校 |
| 要町三丁目 | 5〜7番                  | 豊島区立千早小学校   | 豊島区立明豊中学校 |
| 要町三丁目 | 11〜30番 38〜59番       | 豊島区立さくら小学校 | 豊島区立明豊中学校 |

## 交通

### 鉄道
- 東京地下鉄（東京メトロ）要町駅（有楽町線・副都心線）
- 東京地下鉄（東京メトロ）千川駅（有楽町線・副都心線）

### 路線バス
- 要町駅停留所（国際興業バス）
  - 池02・池04・池05・その他系統 - 池袋駅西口行
  - 池07系統 - サンシャインシティ南行
  - 池02・池82系統 - 熊野町循環
  - 池03・池20・池21・池83系統 - 池袋駅西口行
  - 池03・池83系統 - 要町循環
  - 池04・池84系統 - 中丸町循環
  - 池05・池85系統 - 日大病院行
  - 池07系統 - 江古田二又行
  - 池10系統 - 平和台駅行（深夜バス）
  - 池11系統 - 中野駅北口行（国際興業バス、関東バス）
  - 池20系統 - 高島平操車場行
  - 池21系統 - 高島平駅行
- 要小学校停留所（国際興業バス）
  - 池02・池04・池05・池07・池82・池84・池85系統 - 池袋駅西口行
  - 池03・池83系統 - 要町循環
  - 池05・池85系統 - 日大病院行
  - 池07系統 - 江古田二又行
  - 池10系統 - 平和台駅行（深夜バス）
- 富士神社入口停留所（国際興業バス）
  - 池02・池04・池82・池84系統 - 要小学校経由池袋駅西口行
  - 池03・池83系統 - 南町庚申通り経由池袋駅西口行（要町循環）
- 要町二丁目停留所、要町三丁目停留所、千川駅停留所（国際興業バス）
  - 池05・池07・池85系統 - 池袋駅西口行
  - 池05・池85系統 - 日大病院行
  - 池07系統 - 江古田二又行
  - 池10系統 - 平和台駅行（深夜バス）

### 道路
- 首都高速中央環状新宿線
- 要町通り（東京都道441号池袋谷原線）
- 山手通り（東京都道317号環状六号線）
- 千川通り（東京都道439号椎名町上石神井線）

## 事業所
2021年（令和3年）現在の経済センサス調査による事業所数と従業員数は以下の通りである。
| 丁目       | 事業所数  | 従業員数 |
| ---------- | --------- | -------- |
| 要町一丁目 | 209事業所 | 1,749人  |
| 要町二丁目 | 97事業所  | 691人    |
| 要町三丁目 | 209事業所 | 2,034人  |
| 計         | 515事業所 | 4,474人  |

### 事業者数の変遷
経済センサスによる事業所数の推移。
| 年                 | 事業者数 |
| ------------------ | -------- |
| 2016年（平成28年） | 502      |
| 2021年（令和3年）  | 515      |

### 従業員数の変遷
経済センサスによる従業員数の推移。
| 年                 | 従業員数 |
| ------------------ | -------- |
| 2016年（平成28年） | 4,123    |
| 2021年（令和3年）  | 4,474    |

## 施設

### 要町一丁目
- 豊島区西部保健福祉センター
- 要町幼稚園
- 要町病院
- 豊島要町一郵便局
- 東京信用金庫要町支店
- 福しん要町店
- メルセデス・ベンツ西池袋
- いさみ屋要町店（スーパー）
- 青山一品要町支店（広東料理店）
- フレッシュネスバーガー要町店
- ジョナサン要町駅前店
- ぱぱす要町駅前店（ドラッグストア）
- セイムス要町店（ドラッグストア）
- ブックオフ池袋要町店
- ピザーラ豊島中央店
- ローソンストア100池袋要町店

### 要町二丁目
- 豊島区立要小学校
- 池袋BMW
- エージーエーコーポレーション本社
- サンクス豊島要町2丁目店
- 第一勧業信用組合目白支店要町出張所ATMコーナー
- 粟島神社（「見えずの鯉」の伝承のある通称「弁天様」がある） - かつては境内に仮児童遊園が整備されていた[14]。

### 要町三丁目
- 豊島体育館
- 豊島区立要町保育園
- 区民ひろば千早
- 千川駅前郵便局
- ビッグ築地（卸売市場、スーパー）
- ライフ千川駅前店
- バーミヤン千川駅前店
- COCO'S千川店
- モスバーガー要町店
- 松屋千川店
- Audi池袋
- Beach V

## その他

### 日本郵便
- 郵便番号 : 171-0043[3]（集配局 : 豊島郵便局[15]）。